# David Green
David Michael Green (Brisbane, 28 de febrero de 1960) es un jinete australiano que compitió en la modalidad de concurso completo.
Participó en tres Juegos Olímpicos de Verano, entre los años 1988 y 1996, obteniendo una medalla de oro en Barcelona 1992, en la prueba por equipos (junto con Gillian Rolton, Andrew Hoy y Matthew Ryan), y el quinto lugar en Seúl 1988, en la misma prueba.

## Palmarés internacional
| Juegos Olímpicos | Juegos Olímpicos   | Juegos Olímpicos | Juegos Olímpicos |
| Año              | Lugar              | Medalla          | Categoría        |
| ---------------- | ------------------ | ---------------- | ---------------- |
| 1992             | Barcelona (España) | Medalla de oro   | Por equipos      |